# Danilovgrad

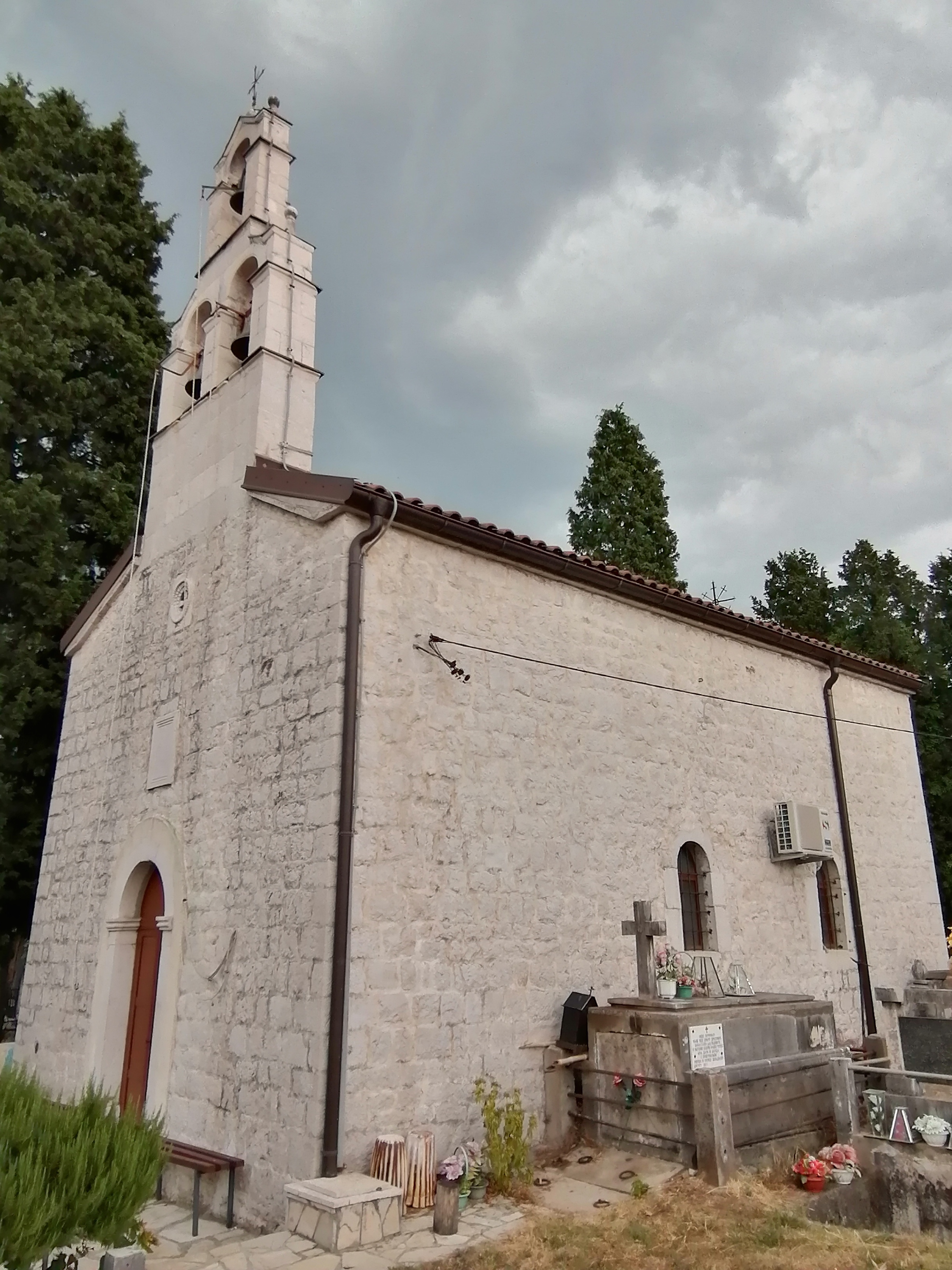
St. Thekla

Danilovgrad (kyrillisch Даниловград) ist eine Kleinstadt in der Mitte Montenegros. Sie liegt im weiten und fruchtbaren Tal des Flusses Zeta, etwa auf halbem Weg zwischen Nikšić und Podgorica. Die Stadt hat 5208 Einwohner (2003) und ist Zentralort einer Großgemeinde (opština) mit 18.832 Bürgern (2023).

## Geschichte
Danilovgrad wurde 1870 von Fürst Nikola I. von Montenegro gegründet. Die hier neu errichtete Zetabrücke sollte eine feste Verbindung zwischen dem alten Montenegro und dem Hochland sicherstellen. Durch die Befreiung der Städte Nikšić und Podgorica, die 1878 zu Montenegro kamen und als bevölkerungsreichere Zentren die Neugründung in den Schatten stellten, erlangte Danilovgrad nie größere Bedeutung. Benannt wurde der Ort nach Nikolas Vorgänger Danilo von Montenegro, der den Plan für die Gründung der Stadt gefasst hatte.

## Bevölkerung
Zur Volkszählung von 2011 hatte die Gemeinde 18.472 Einwohner, von denen sich 11.857 (64,19 %) als Montenegriner und 5001 (27,07 %) als Serben bezeichneten. Daneben leben in der Gemeinde noch weitere kleinere Bevölkerungsgruppen.

## Verkehr
Danilovgrad liegt an der Magistralstraße 18 von Nikšić nach Podgorica. Außerdem verfügt die Stadt über einen Bahnhof an der Bahnstrecke Nikšić–Podgorica.

## Sehenswürdigkeiten
Ungefähr 15 km in Richtung Nikšić befindet sich das bedeutendste serbisch-orthodoxe Kloster Ostrog, welches jährlich von tausenden und nicht nur orthodoxen Gläubigen besucht wird.

## Persönlichkeiten
- Borislav Jovanović (* 1941), Schriftsteller